# Cyperus castaneus
Cyperus castaneus är en halvgräsart som beskrevs av Carl Ludwig von Willdenow. Cyperus castaneus ingår i släktet papyrusar, och familjen halvgräs. IUCN kategoriserar arten globalt som livskraftig. Inga underarter finns listade i Catalogue of Life.